# Мираллес, Эвелин
Эвелин Родригес Мираллес (род. 19 февраля 1966, Каракас) — американский инженер венесуэльского происхождения, работавшая главным инженером CACI International в Космическом центре имени Джонсона НАСА в Хьюстоне, штат Техас. Её работа в лаборатории виртуальной реальности в НАСА способствовала полётам человека в космос, обучая астронавтов Соединённых Штатов выходить в открытый космос и работать вне космического корабля в условиях микрогравитации. В настоящее время Мираллес — заместитель вице-президента по стратегическим информационным инициативам и технологиям в Хьюстонском университете в Клир-Лейк.

## Карьера
В юности Мираллес хотела стать архитектором, чтобы «что-то построить» в космосе. В Хьюстонском университете Клир-Лейк она изучала информатику и кодирование алгоритмов для компьютерной графики. В 1990 году она окончила Ламарский университет со степенью бакалавра компьютерной графики, а в 1992 году — Хьюстонский университет в Клир-Лейк со степенью бакалавра. В течение двадцати лет она работала в VRLAB Космического центра Джонсона НАСА в Хьюстоне (штат Техас).
С 1992 года Мираллес поддерживала миссии космического корабля «Шаттл» и Международной космической станции. Её первым проектом было создание 3D-модели проекта Habitat. Проект был неосуществим, но мог быть использован в будущем для миссии на Марс. Мираллес была соавтором современного программного обеспечения для полётов Dynamic Onboard Ubiquitous Graphics (DOUG), которое с 2000 года используется для обучения космонавтов с использованием технологии виртуальной реальности. Она была частью команды миссии STS-61, которая ремонтировала космический телескоп Хаббл в 1993 году, а также всех последующих миссий космического корабля "Шаттл " и МКС.
Мираллес занимается популяризацией науки. Она выступила в качестве основного докладчика на латиноамериканской научной конференции «Hispanicize 2017».

## Награды
- Одна из 100 женщин Би-би-си 2016[5]
- Университет Хьюстона в Клир-Лейк — Премия выдающегося выпускника — 2016[4]
- CNET в топ-20 испанских самых влиятельных выходцев из Латинской Америки в США — 2016[4]
- Премия НАСА за безопасность космических полетов «Серебряная премия Снупи» — 2012[4]